# Ignacy Stanisław Fiut
Ignacy Stanisław Fiut (ur. 12 listopada 1949 w Nowym Sączu) – poeta, krytyk literatury, prasoznawca, profesor filozofii w Akademii Górniczo-Hutniczej w Krakowie od roku 1997. Ukończył studia z biologii w 1972 i filozofii w 1972 na Uniwersytecie Jagiellońskim. W 1984 uzyskał stopień doktora na UJ, a w 1996 habilitację.
W 1975 roku rozpoczął pracę na AGH, gdzie obecnie jest kierownikiem Zakładu Filozofii na Wydziale Humanistycznym, a wtedy nazywanym Wydziałem Nauk Społecznych Stosowanych. Członek Stowarzyszenia Twórczego POLART oraz członek Redakcji i Rady Naukowej czasopisma artystyczno-literackiego Hybryda. Od 1990 przynależy do Związku Literatów Polskich.